# 대한민국의 국가원수 의전차

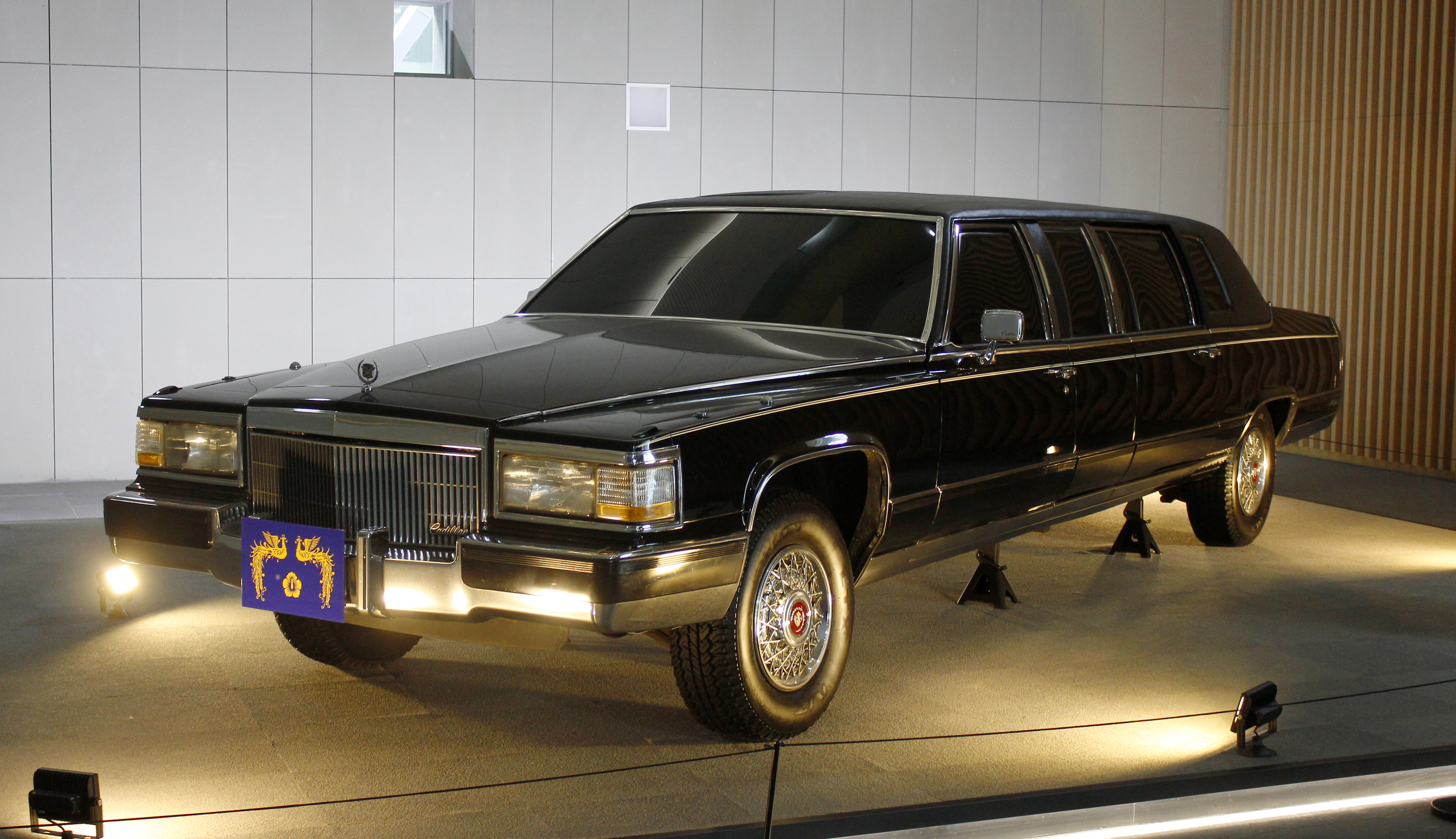
1992년 도입된 캐딜락 의전차

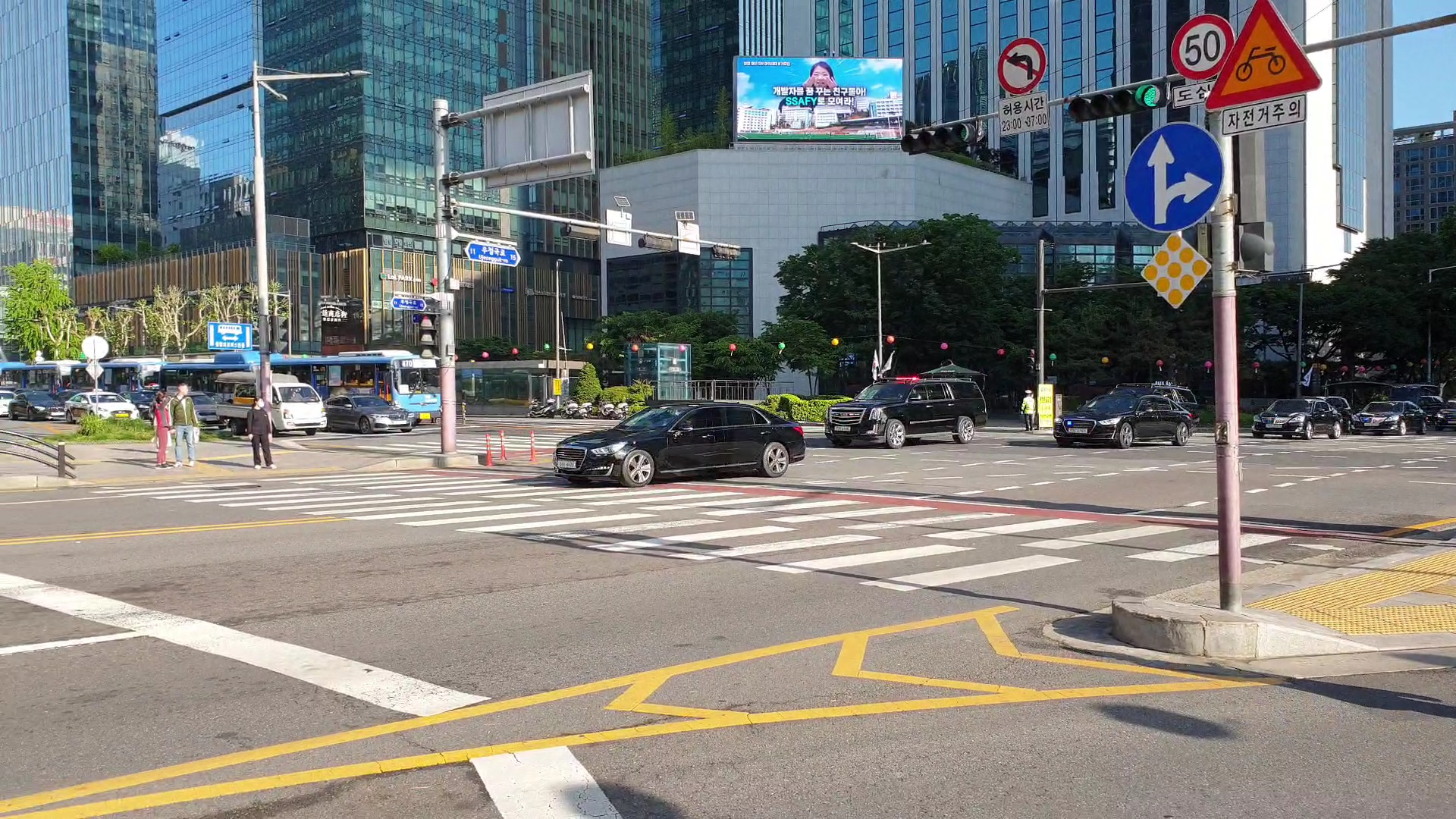
제네시스 EQ900L 방탄 리무진

대한민국의 국가원수 의전차는 역대 대한민국의 대통령이 타고 다니던 전용 차량을 지칭한다. 시대마다 기종은 달랐고, 특별히 정해진 명칭은 없다.

## 목록
- 이승만 대통령 (1~3대), 윤보선 대통령 (4대):캐딜락 시리즈62 세단
- 박정희 대통령 (5~9대) : 쉐보레 비스케인 세단, 캐딜락 프리트우드75 세단, 카이저사 업무 지프
- 최규하 대통령 (10대) : 기아 푸조 604, 메르세데스-벤츠 380SEL
- 전두환 대통령 (11~12대), 노태우 대통령 (13대), 김영삼 대통령 (14대) : 캐딜락 플리트우드 브로엄 리무진
- 김대중 대통령 (15대) : 캐딜락 드빌 리무진, 메르세데스-벤츠 S600 풀만 가드
- 노무현 대통령 (16대) : 메르세데스-벤츠 S600 가드, BMW 760Li 시큐리티
- 이명박 대통령 (17대) : 메르세데스-벤츠 S600 풀만 가드, 현대 에쿠스 스트레치 에디션
- 박근혜 대통령 (18대) : 현대 에쿠스 스트레치 에디션
- 문재인 대통령 (19대) : 메르세데스-마이바흐 S600 가드, 제네시스 EQ900L, 현대 넥쏘
- 윤석열 대통령 (20대) : 메르세데스-마이바흐 S600 가드, 제네시스 EQ900L

## 등록문화재
모두 세 대의 차량이 등록문화재로 지정되었다. 등록문화재 제396호 이승만 대통령 의전용 세단은 미국 GM사에서 1956년에 제작한 캐딜락 62 세단으로 이승만 대통령이 미국 아이젠하워 대통령으로부터 선물 받은 것으로 전해지는 차량이다. 대한민국 정부수립 후 최초의 대통령 의전차량이고 대한민국 최초의 방탄차량이기도 하다. 등록문화재 제397호 박정희 대통령 업무용 세단은 미국 GM사에서 1960년에 제작한 시보레 비스케인 세단으로 박정희 대통령이 취임 초기에 지방 시찰용으로 주로 사용하였던 차량이다. 새마을운동 등 국가 재건운동의 상징적인 유물이기도 하다. 등록문화재 제398호 박정희 대통령 의전용 세단은 미국 GM사에서 1968년에 제작한 캐딜락 프리트우드 75 세단으로 박정희 대통령이 재임 후반에 타던 국빈용 의전차량이다.

## 같이 보기
- 국가원수 의전차
- 대한민국 공군 1호기
- 특별 동차